# Софиевка (Николаевский район)
Софиевка (укр. Софіївка) — село, относится к Николаевскому району Одесской области Украины.
Население по переписи 2001 года составляло 263 человека. Почтовый индекс — 67020. Телефонный код — 8-04857. Занимает площадь 0,85 км². Код КОАТУУ — 5123555104.

## Местный совет
67000, Одесская обл., Николаевский р-н, пгт Николаевка, ул. Калинина, 43